# Globo d’oro/Preis für das Lebenswerk
Globo d’oro: Preis für das Lebenswerk (Globo d'oro alla carriera)
Dieser Filmpreis wird seit 1995 vergeben.
| Jahr | Preisträger                                                                          |
| ---- | ------------------------------------------------------------------------------------ |
| 1995 | Mario Monicelli                                                                      |
| 1996 | Vittorio Gassman                                                                     |
| 1997 | Tonino Guerra                                                                        |
| 1998 | Sophia Loren und Marcello Mastroianni                                                |
| 1999 | Giuseppe Rotunno                                                                     |
| 2000 | Bernardo Bertolucci, Piero Tosi, Alberto Sordi, Monica Vitti und Suso Cecchi D’Amico |
| 2001 | Ennio Morricone und Carlo Di Palma                                                   |
| 2002 | Francesco Rosi                                                                       |
| 2003 | Ettore Scola und Armando Trovajoli                                                   |
| 2004 | Ugo Pirro und Virna Lisi                                                             |
| 2005 | Paolo Taviani, Vittorio Taviani und Tonino Delli Colli                               |
| 2006 | Gillo Pontecorvo und Stefania Sandrelli                                              |
| 2007 | Marco Bellocchio und Ornella Muti                                                    |
| 2008 | Liliana Cavani und Giuliano Gemma                                                    |
| 2009 | Carlo Lizzani und Lina Wertmüller                                                    |
| 2010 | Ermanno Olmi, Giancarlo Giannini und Vittorio Storaro                                |
| 2011 | Vincenzo Cerami und Nicola Piovani                                                   |
| 2012 | Michele Placido                                                                      |
| 2013 | Giuseppe Tornatore                                                                   |
| 2014 | Claudia Cardinale                                                                    |
| 2024 | Monica Bellucci                                                                      |
| 2025 | Pupi Avati                                                                           |